# La Conspiration au grand jour
La Conspiration au grand jour (titre original : The Open Conspiracy) est un essai de l'auteur de science-fiction britannique Herbert George Wells, publié en 1928 puis adapté l'année suivante en langue française, aux éditions Montaigne.
Dans cet essai, H G. Wells développe le pacifisme internationaliste et progressiste qui est à l'œuvre dans plusieurs de ses romans de science-fiction, comme dans The Shape of Things to Come.
Apprécié, notamment, de Bertrand Russell, ce livre a suscité en son temps la création de groupes de réflexion politique dans de nombreux pays.